# Дарре (Марказі)
Дарре (перс. دره) — село в Ірані, у дегестані Чагар-Чешме, у бахші Камаре, шагрестані Хомейн остану Марказі. За даними перепису 2006 року, його населення становило 97 осіб, що проживали у складі 22 сімей.

## Клімат
Середня річна температура становить 11,19 °C, середня максимальна – 30,56 °C, а середня мінімальна – -12,63 °C. Середня річна кількість опадів – 236 мм.
| Клімат поселення                              | Клімат поселення | Клімат поселення | Клімат поселення | Клімат поселення | Клімат поселення | Клімат поселення | Клімат поселення | Клімат поселення | Клімат поселення | Клімат поселення | Клімат поселення | Клімат поселення | Клімат поселення |
| Показник                                      | Січ.             | Лют.             | Бер.             | Квіт.            | Трав.            | Черв.            | Лип.             | Серп.            | Вер.             | Жовт.            | Лист.            | Груд.            |                  |
| Середній максимум, °C                         | 6,46             | 8,48             | 12,97            | 19,30            | 24,60            | 30,19            | 30,56            | 30,50            | 25,81            | 19,23            | 12,24            | 6,86             |                  |
| Середня температура, °C                       | −3,09            | −1,07            | 3,41             | 9,75             | 15,06            | 20,65            | 24,63            | 24,55            | 19,86            | 13,27            | 6,30             | 0,91             |                  |
| Середній мінімум, °C                          | −12,63           | −10,63           | −6,13            | 0,20             | 5,50             | 11,10            | 18,69            | 18,62            | 13,92            | 7,36             | 0,38             | −5,03            |                  |
| Норма опадів, мм                              | 37               | 37               | 44               | 30               | 22               | 3                | 2                | 1                | 0                | 6                | 22               | 32               |                  |
| Середньомісячна швидкість вітру, м/с          | 1.22             | 1.92             | 2.52             | 2.60             | 2.40             | 2.27             | 2.21             | 2.07             | 2.07             | 1.85             | 1.56             | 1.22             |                  |
| Середньомісячна сонячна радіація, кДж/м²·день | 9848             | 12942            | 15531            | 18784            | 22702            | 26856            | 25869            | 24465            | 21581            | 16221            | 11488            | 9452             |                  |
| --------------------------------------------- | ---------------- | ---------------- | ---------------- | ---------------- | ---------------- | ---------------- | ---------------- | ---------------- | ---------------- | ---------------- | ---------------- | ---------------- | ---------------- |
| Джерело:                                      |                  |                  |                  |                  |                  |                  |                  |                  |                  |                  |                  |                  |                  |